# Levstiki
Levstiki – wieś w Słowenii, w gminie Ribnica. W 2018 roku liczyła 9 mieszkańców.